# اچ‌ام‌اس هووینگهام (ام۲۶۳۷)
اچ‌ام‌اس هووینگهام (ام۲۶۳۷) (به انگلیسی: HMS Hovingham (M2637)) یک کشتی بود که طول آن ۱۰۰ فوت (۳۰ متر) بود. این کشتی در سال ۱۹۵۶ ساخته شد.